# Bona Medeiros
José Raimundo Bona Medeiros (União, 24 de dezembro de 1930 - Teresina, 6 de abril de 2017) foi um advogado e político brasileiro filiado aos Democratas tendo sido deputado estadual por sete mandatos, prefeito de Teresina, vice-governador e governador do Piauí.

## Dados biográficos

### Trajetória política
Filho de Antônio Medeiros Filho e Maria Bona Medeiros, é advogado formado em Direito pela Universidade Federal do Piauí. Eleito deputado estadual pela UDN em 1962 e pela ARENA após a vitória do Regime Militar de 1964 em 1966, 1970, 1974 e 1978, foi o primeiro presidente da Assembleia Legislativa do Piauí escolhido dentre os deputados, prerrogativa até então reservada ao vice-governador do estado. Dirigiu a casa entre 1975 e 1977 durante o governo Dirceu Arcoverde e com o fim do bipartidarismo ingressou no PDS.
Devido ao Ato Institucional Número Três, o prefeito de Teresina passaria a ser nomeado pelo governador e assim foi escolhido para o cargo por Helvídio Nunes retornando ao posto por vontade de Lucídio Portela. e em 1982 foi eleito vice-governador do Piauí na chapa de Hugo Napoleão a quem seguiu na fundação do PFL. Assumiu o governo em razão da renúncia do titular para concorrer ao Senado Federal e após o pleito transferiu o poder a Alberto Silva. Reeleito deputado estadual em 1990 e 1994 viu negado um pedido de abertura de processo contra o governador Mão Santa que o ofendeu com expressões de baixo calão divulgadas pela imprensa em 1995. Findo o seu mandato retornou a União e perdeu as eleições para prefeito no ano 2000.
Em 1997, Bona Medeiros foi a Quebec, no Canadá, acompanhado dos então deputados Xavier Neto e Humberto Silveira para a Conferência Parlamentar das Américas, na qual reunia parlamentares de destaque, ocasião na qual Humberto Silveira foi homenageado pelos seus 50 anos de mandato parlamentar.

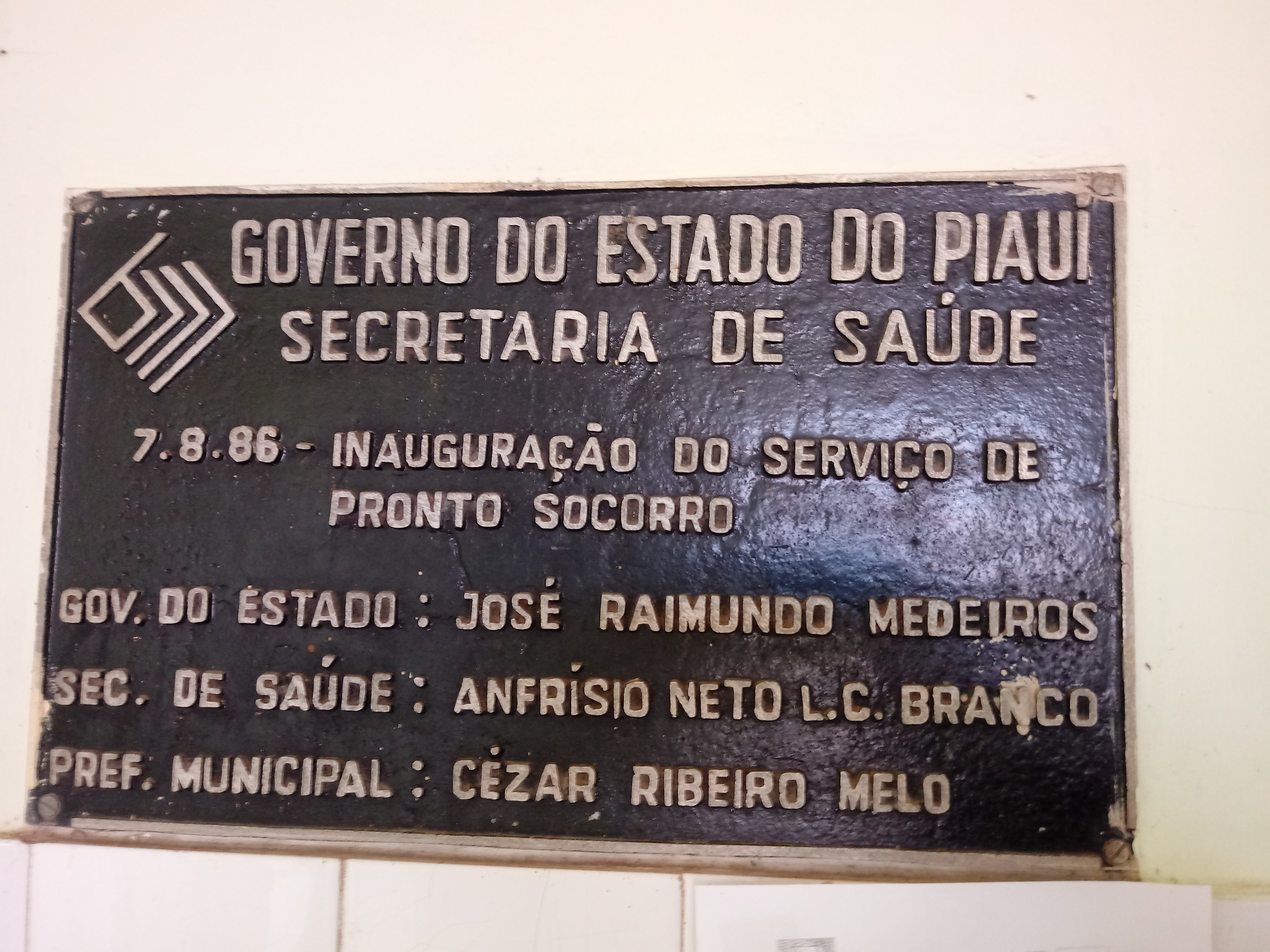
Placa do pronto socorro em Campo Maior, na gestão Bona Medeiros, em 1986.

### Eleições estaduais no Piauí em 1986
Durante seu governo ocorreram as eleições para o Governo do Estado, Congresso Nacional e Assembleia Legislativa, em parte antecipadas pela campanha das Diretas Já em 1984, a eleição de Tancredo Neves em janeiro de 1985 e o pleito municipal em Teresina e Guadalupe em novembro desse ano. Tantos acontecimentos cindiram as forças governistas em duas frentes: o PFL de Hugo Napoleão e o PDS de Lucídio Portela, cabendo a este a liderança de um grupo político reduzido. Diante do rompimento, o comando pedessista firmou um acordo com o PMDB e foram estabelecidas as Oposições Coligadas (PMDB-PDS-PCB-PC do B) que teriam Alberto Silva e Lucídio Portela candidatos a governador e a vice com Chagas Rodrigues e Helvídio Nunes candidatos a senador.
Firmada a aliança, os pefelistas receberam a adesão da família Nogueira Lima e de dissidentes do PMDB que se filiaram ao PDT indicando Deoclécio Dantas como vice de Freitas Neto na coligação Liberal-Trabalhista que lançou Hugo Napoleão e Ciro Nogueira ao Senado Federal. O PT apresentou Nazareno Fonteles ao governo.
Abertas as urnas o que se viu foi um equilíbrio ímpar na mais disputada eleição da história do Piauí com Alberto Silva vencendo nos dezoito municípios administrados pela oposição e em quatorze dos redutos governistas com Freitas Neto triunfando em oitenta e quatro cidades. Ao final a vantagem oposicionista foi inferior a um e meio por cento ou cerca de 15 mil votos. Mesmo derrotado o PFL elegeu Hugo Napoleão ao Senado, cinco dos dez deputados federais e dezesseis dos trinta deputados estaduais enquanto que a oposição levou Chagas Rodrigues à Câmara Alta do país elegeu cinco deputados federais e quatorze estaduais.

### Família
Seu cunhado, Gervásio Costa Filho, foi um dos herdeiros da GECOSA - Indústrias Integradas Gervásio Costa S/A, empresa do ramo de beneficiamento de babaçu, mas vendeu suas ações e foi eleito prefeito de União com o apoio de Bona Medeiros em 1992 e no ano 2000 contra o mesmo. Desde seu afastamento da vida pública, Bona Medeiros passou a dar suporte político ao seu filho, Gustavo Medeiros, deputado estadual em 1998 e 2002 e eleito prefeito de União em 2004 e 2012. O sociólogo Antonio José Medeiros ,um dos próceres do PT no Piauí, é seu primo legítimo. Seu pai foi prefeito de União de 1950 a 1954, tendo falecido em 1974. A mãe de Bona Medeiros era filha de José Nunes Bona, de Campo Maior, e de Rosa de Resende Rocha´, irmã de José Narciso da Rocha Filho, uma das maiores riquezas do norte do Piauí no auge da exportação de cera de carnaúba.